# Championnats d'Europe de marathon (canoë-kayak) 1997
Navigation
1995 1999
Les 2e championnats d'Europe de marathon en canoë-kayak de 1997 se sont tenus à Pavie en Italie, sous l'égide de l'Association européenne de canoë.

## Podiums

### K1
| Rang               | Athlète        | Pays        | Temps           |
| ------------------ | -------------- | ----------- | --------------- |
| Médaille d'or      | Edwin de Nijs  | Pays-Bas    | 3 h 12 min 19 s |
| Médaille d'argent  | Tim Brabants   | Royaume-Uni | 3 h 12 min 56 s |
| Médaille de bronze | Dolph te Linde | Pays-Bas    | 3 h 15 min 07 s |

| Rang               | Athlète         | Pays        | Temps           |
| ------------------ | --------------- | ----------- | --------------- |
| Médaille d'or      | Anna Hemmings   | Royaume-Uni | 2 h 44 min 47 s |
| Médaille d'argent  | Kornélia Szonda | Hongrie     | 2 h 44 min 49 s |
| Médaille de bronze | Nicole Bulk     | Pays-Bas    | 2 h 46 min 04 s |

### K2
| Rang               | Athlète                             | Pays        | Temps           |
| ------------------ | ----------------------------------- | ----------- | --------------- |
| Médaille d'or      | Magnus Skoldback Tim Krantz         | Suède       | 3 h 10 min 33 s |
| Médaille d'argent  | Thomas Christiansen Karsten Solgård | Danemark    | 3 h 10 min 49 s |
| Médaille de bronze | Ivan Lawler Steven Harris           | Royaume-Uni | 3 h 12 min 08 s |

| Rang               | Athlète                             | Pays        | Temps           |
| ------------------ | ----------------------------------- | ----------- | --------------- |
| Médaille d'or      | Patricia Davey Sonja Bapty          | Royaume-Uni | 2 h 31 min 04 s |
| Médaille d'argent  | Andrea Pitz Renata Csay             | Hongrie     | 2 h 31 min 05 s |
| Médaille de bronze | Marzena Michalak Izabella Dankowska | Pologne     | 2 h 31 min 09 s |

### C1
| Rang               | Athlète          | Pays     | Temps           |
| ------------------ | ---------------- | -------- | --------------- |
| Médaille d'or      | Pál Pétervári    | Hongrie  | 3 h 42 min 32 s |
| Médaille d'argent  | José Sousa       | Portugal | 3 h 44 min 05 s |
| Médaille de bronze | Gábor Kolozsvári | Hongrie  | 3 h 47 min 30 s |

### C2
| Rang               | Athlète                             | Pays    | Temps           |
| ------------------ | ----------------------------------- | ------- | --------------- |
| Médaille d'or      | Gabor Balgovics Bela Jakus          | Hongrie | 2 h 38 min 10 s |
| Médaille d'argent  | Edvin Csabai Attila Gyore           | Hongrie | 2 h 41 min 02 s |
| Médaille de bronze | Hervé Maigrot Lionel Dubois-dunilac | France  | 2 h 42 min 41 s |

## Tableau des médailles
| Rang  | Nation      | Or | Argent | Bronze | Total |
| ----- | ----------- | -- | ------ | ------ | ----- |
| 1     | Hongrie     | 2  | 3      | 1      | 6     |
| 2     | Royaume-Uni | 2  | 1      | 1      | 4     |
| 3     | Pays-Bas    | 1  | 0      | 2      | 3     |
| 4     | Suède       | 1  | 0      | 0      | 1     |
| 5     | Danemark    | 0  | 1      | 0      | 1     |
| -     | Portugal    | 0  | 1      | 0      | 1     |
| 7     | France      | 0  | 0      | 1      | 1     |
| -     | Pologne     | 0  | 0      | 1      | 1     |
| Total | Total       | 6  | 6      | 6      | 18    |